# Garde-côtes

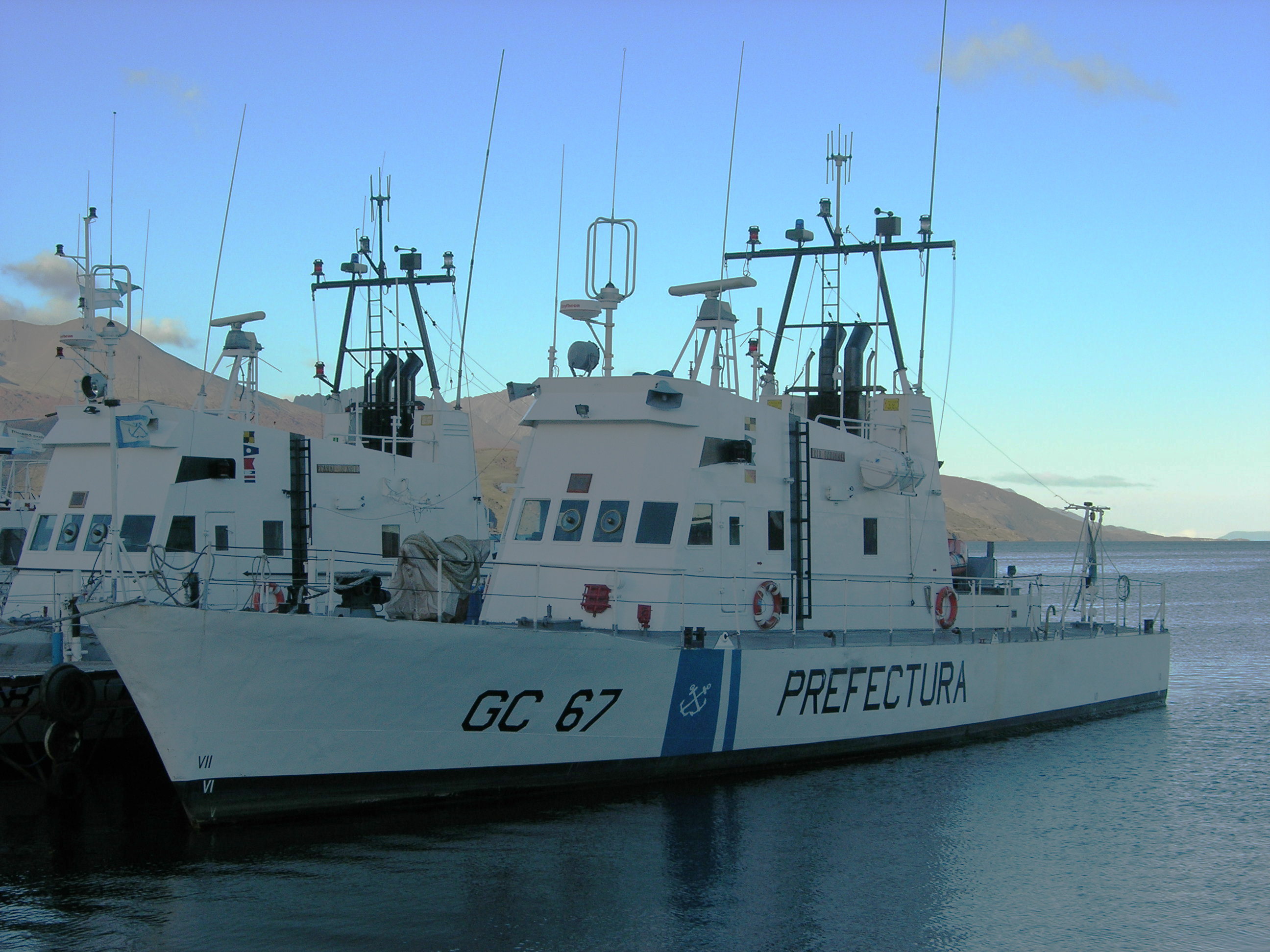
Navire de la Préfecture navale argentine dans le port d'Ushuaïa

Un corps de garde-côtes, ou une garde côtière, est une organisation nationale responsable de l'action civile de l'État en mer. Il est chargé de missions de police maritime (lutte contre les trafics illégaux en mer, police de la navigation), de sécurité civile en mer (recherche et sauvetage) et, dans certains pays, des aides à la navigation (balisage, service de brise-glace, etc.). D'une manière générale, il est responsable de l'application des lois de l'État dans les zones maritimes sous sa juridiction (mer territoriale, ZEE…), ainsi que des règlements internationaux.
Tous les pays ne possèdent pas de corps de garde-côtes ; les missions de police et de sécurité sont alors réparties entre plusieurs administrations et organisations ou associations privées. Selon les pays, les garde-côtes peuvent être un corps militaire ou administrés par un département civil, généralement le ministère de l'intérieur ou des transports. Certaines de leurs missions peuvent également être concédées à des agences privées.

## Canada

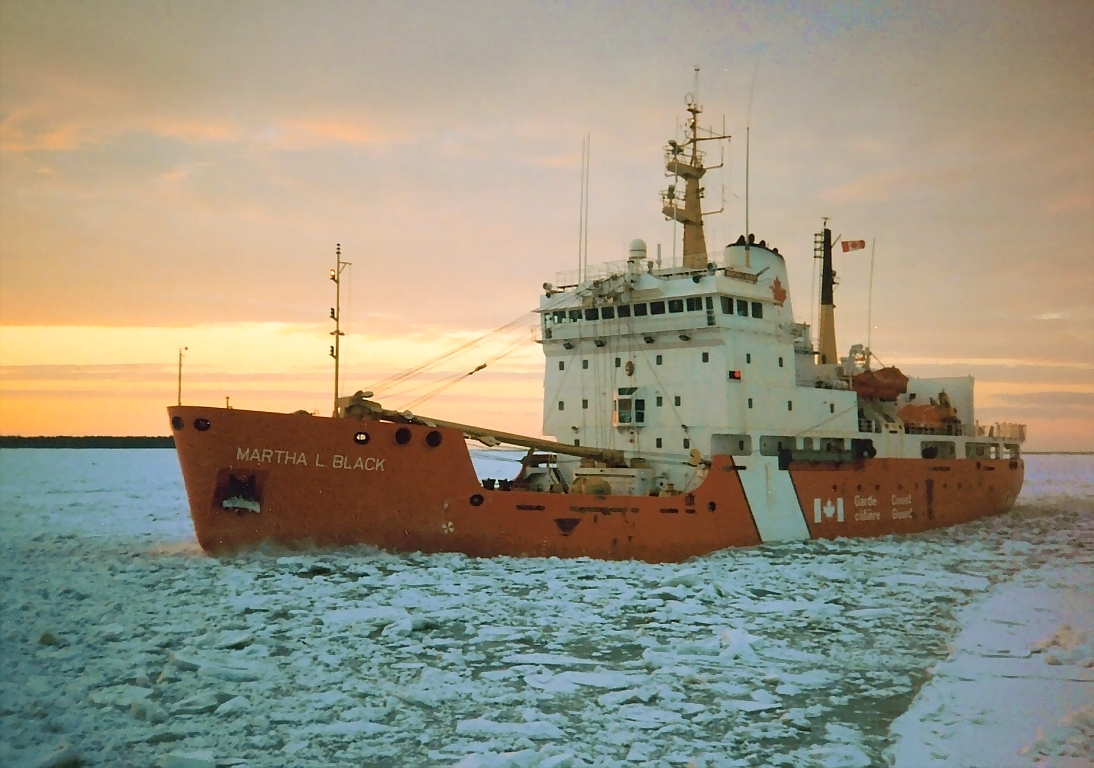
Le NGCC Martha L. Black sur le fleuve Saint-Laurent

La Garde côtière canadienne est un service civil dirigé par le ministère des Pêches et Océans. Il est chargé de patrouiller la plus longue côte au monde avec 243 042 kilomètres pour faire respecter les règlements de la sécurité maritime et de la pêche ainsi que d'effectuer des sauvetages. Les lois maritimes et la défense du territoire sont le ressort du Commandement maritime des Forces armées canadiennes. Le respect des lois civiles est du ressort de la Gendarmerie royale du Canada et des forces de police locales mais ces derniers peuvent utiliser les navires de la GCC et de la Garde côtière auxiliaire canadienne.
Les autres aspects de ses missions sont la gestion et l'entretien des aides à la navigation (balisage, radionavigation, diffusion d'information sur la sécurité maritime) et un service de brise-glaces pour le maintien de la navigabilité sur certaines voies maritimes (fleuve Saint-Laurent, golfe du Saint-Laurent, voie maritime du nord-est, baie d'Hudson).
Son collège de formation est situé près de Sydney, en Nouvelle-Écosse.

## États-Unis

Ancienne station de garde-côtes, à Bodie Island, inscrite au Registre national des lieux historiques.

Le United States Coast Guard est une organisation militaire qui dépend en temps de paix du département de la Sécurité intérieure (United States Department of Homeland Security) créé après les attentats du 11 septembre 2001, étant jusque là sous l'autorité du Département des Transports. En temps de guerre, elle est placée sous la direction du secrétaire à la Marine des États-Unis.
L'académie des gardes-côtes est à New London, dans le Connecticut et forme les officiers. Les officiers mariniers sont formés au U.S. Coast Guard Chief Petty Officers Academy à Petaluma, en Californie et le centre de formation des équipages au United States Coast Guard Training Center de Cape May, dans le New Jersey.

## France
La France n'a pas actuellement de corps de garde-côtes mais l'origine de la garde-côte remonterait au Moyen Âge,. Un « guet de la mer » existait (principalement en Bretagne, Normandie et Picardie, plus sujettes aux incursions). Cet usage était établi sur les articles 28, 29 et 30 de l'ordonnance de 1517, qui conserva à l'amiral les guets que l'on avait coutume de lui payer en temps de paix. En temps de guerre, seule l'amende encourue par les absents lui appartenait. Cependant, le service de la garde-côte proprement dit n'est défini que dans l'ordonnance de février 1543, sur le fait de l'amirauté. Cette ordonnance donne le pouvoir à l'amiral de faire deux fois par an, en temps de guerre, le recensement des hommes des paroisses sujettes au « guet de la mer ». Il peut les utiliser à la défense des côtes et les contraindre à eux armer et s'embastonner.

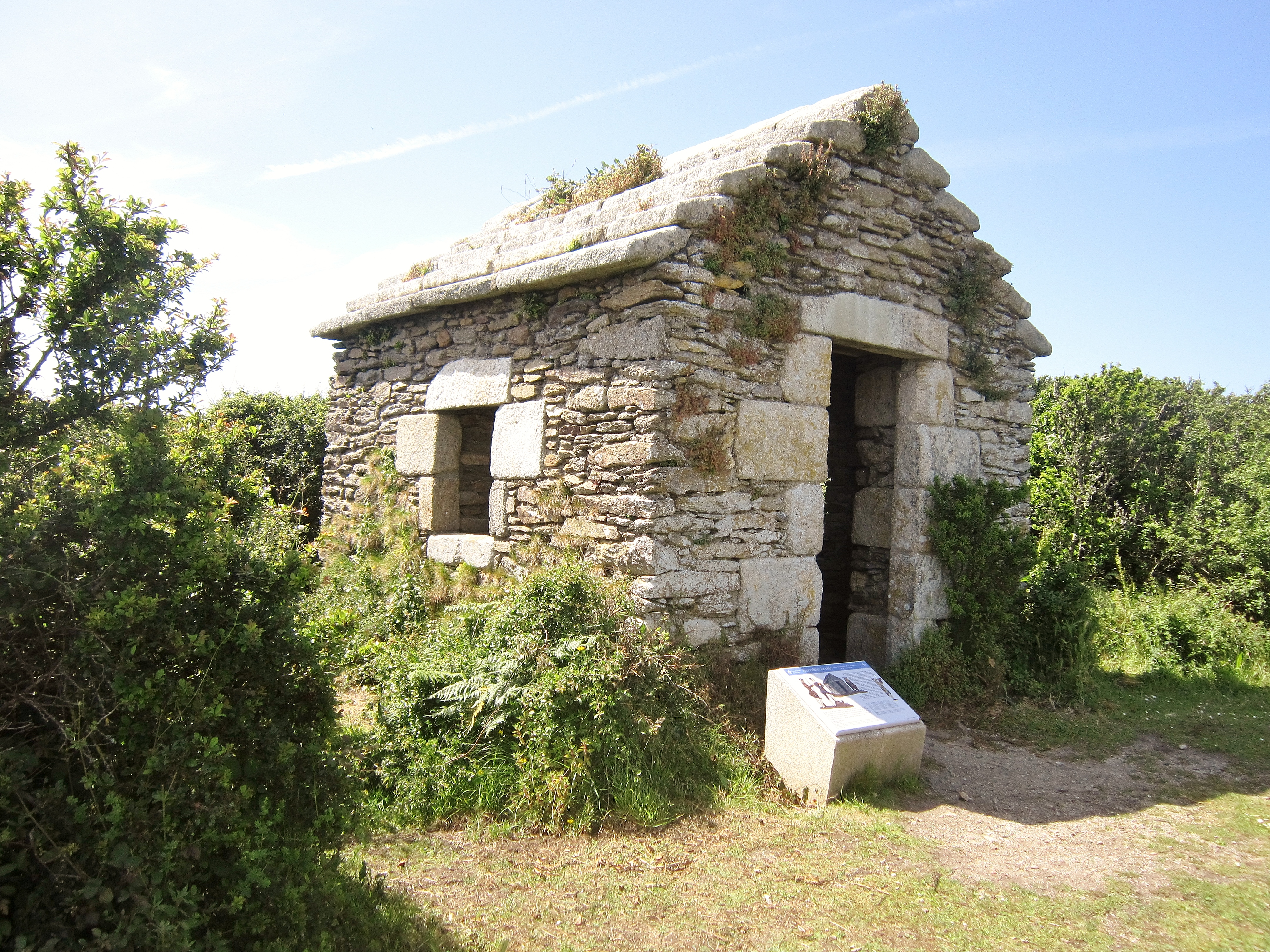
Locmaria-Plouzané : la "maison des douaniers" de Ru Vraz.

Pour la première fois, dans un règlement du 12 mai 1696, l'expression de milices est appliqué à la garde-côte. Le service dure 20 ans puis les miliciens sont ensuite exempts de taille le reste de leur vie. Les provinces côtières sont divisées en un capitaineries. Chaque capitainerie est aux ordres d'un capitaine, un major et un lieutenant, qui, commissionnés par le roi prennent l'attache de l'amiral de France. Par exemple en 1756 en Bretagne le duc d'Aiguillon rénove considérablement les structures et le matériel des milices garde-côtes. Les garde-côtes furent ainsi assemblés pendant la guerre de Succession d'Autriche, la guerre de Sept Ans, etc.
Le littoral est équipé de postes d'observations de la milice garde-côte chargée de surveiller le littoral afin de prévenir des invasions ennemies, notamment anglaises. Constitué de recrues locales, la réputation de la milice est épouvantable : elle est formée de paysans mal armés et peu disciplinés, obligés de quitter les travaux des champs pour occuper, de jour comme de nuit, des corps de garde souvent délabrés et ouverts à tous les vents. À partir de la Révolution française la surveillance des côtes est transférée au service des douanes ; les différents postes d'observation sont aménagés et reliés entre eux par le "chemin des douaniers", transformé souvent de nos jours en sentier de grande randonnée.
Le pays est doté depuis 1978 d’une organisation originale pour son action en mer reposant sur la coordination des administrations agissant en mer (marine nationale, gendarmerie maritime, douanes, affaires maritimes, police nationale, gendarmerie nationale, sécurité civile, société nationale de sauvetage en mer (SNSM) ) sous l’autorité unique d’un délégué du gouvernement, par bassin maritime : le préfet maritime en métropole et le préfet de zone de défense outre-mer.
La création de la « fonction garde-côtes », prévue dans le Livre bleu, stratégie nationale pour la mer et les océans, est l’une des décisions prises par le Comité interministériel de la Mer du 8 décembre 2009, pour mettre en place un dispositif plus cohérent. La fonction garde-côtes a pour but d’améliorer la cohérence de l’action des administrations maritimes et d’offrir une meilleure visibilité à l’international. Elle est placée sous l’autorité du Premier ministre et mise en œuvre par le secrétariat général de la mer.
Un comité directeur constitué des directeurs des administrations agissant en mer et présidé par le secrétariat général de la mer, prépare et met en œuvre les décisions du gouvernement concernant la fonction garde-côtes : priorités d’action, schéma directeur des moyens, mutualisation des moyens, coopération internationale, formation. En quelques mois, il a déjà retenu la création d’un centre unique de l’action de l’État en mer en Polynésie française, l’organisation de la mutualisation des moyens maritimes à La Réunion, la mise en place de formations communes aux agents publics intervenant en mer et réunit les moyens pour constituer le centre opérationnel de la fonction garde-côtes.
La fonction garde-côtes est dotée d’un comité directeur et d’un centre opérationnel (CoFGC) de tenue de situation maritime. Le CoFGC est un centre interministériel placé sous l’autorité du Premier ministre et dirigé par le secrétaire général de la mer. Chargé de la tenue de la situation maritime de référence, il a pour missions l’information permanente du gouvernement, l’observation et l’analyse des flux maritimes pour permettre aux autorités nationales l’adaptation des priorités d’action (analyse d’autant plus pertinente qu’elle est conduite par des agents provenant d’administrations différentes) tout en étant le point d’entrée des coopérations internationales en matière de situation maritime (NCC). Le CoFGC est opérationnel depuis le 20 septembre 2010.
Au titre de ses attributions dans la direction de la fonction garde-côtes, le secrétaire général de la mer, représente la France dans les différents forums internationaux ad hoc et assurera la présidence du Forum des garde-côtes de l’Atlantique nord (NACGF) en 2011.

## Autres services nationaux

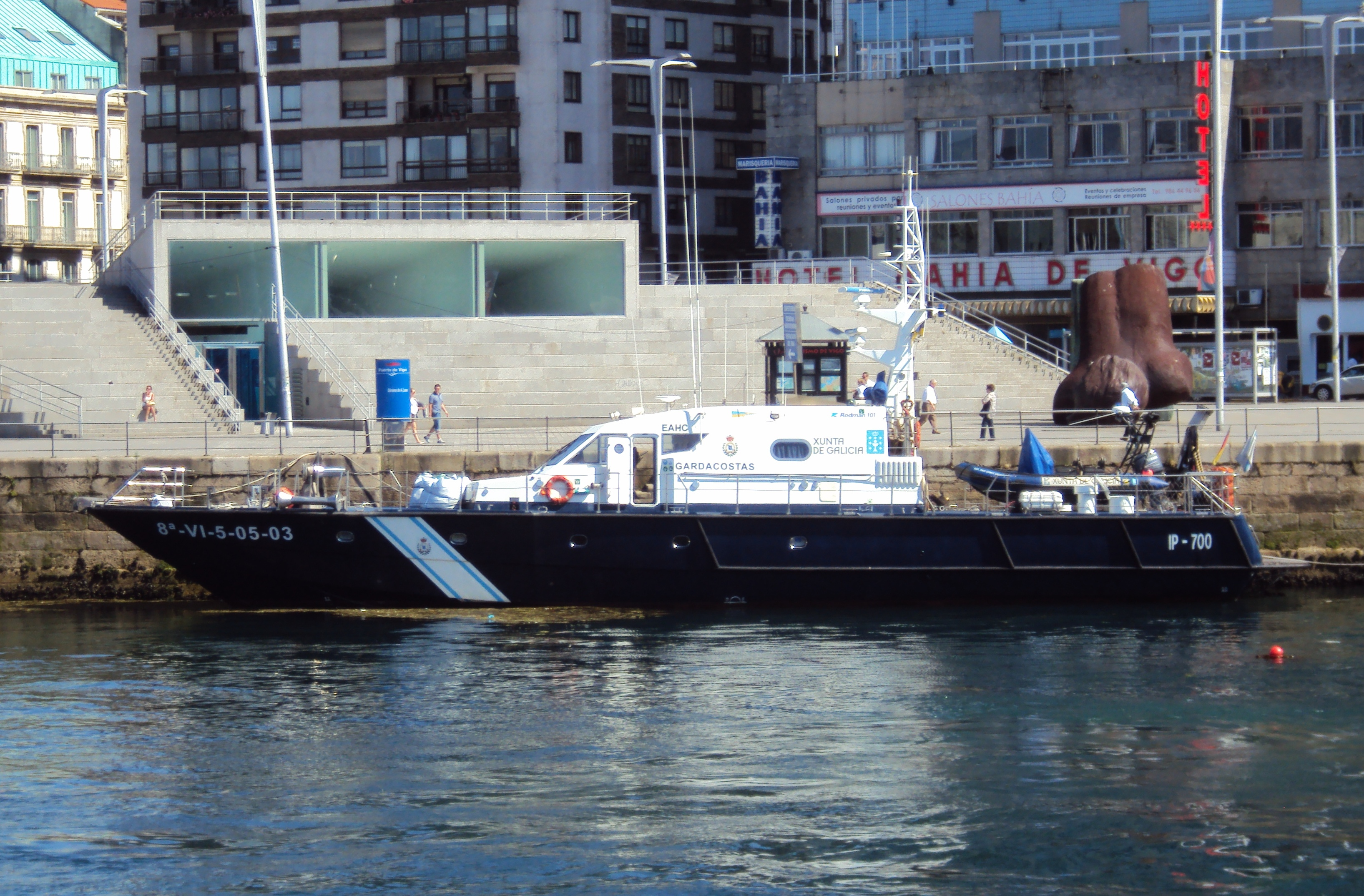
Garde-côtes à Vigo (Espagne).

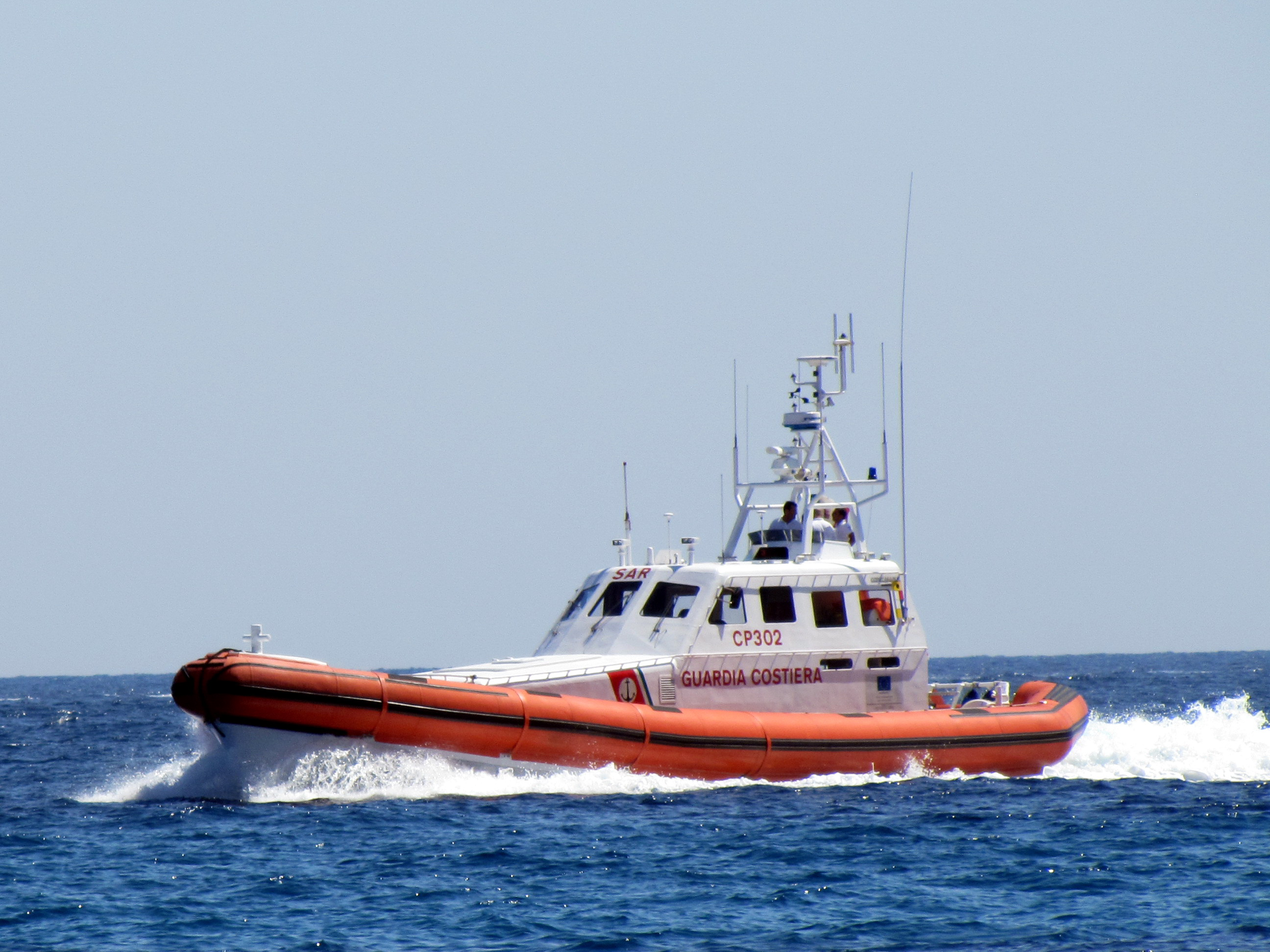
Guardia Costiera en Italie.

- En Albanie, la Garde côtière d'Albanie ;
- En Argentine, la Préfecture navale argentine dépendant du ministère de l'Intérieur argentin est fondée en juin 1810 ;
- En Algérie, le Service National de Garde Côtes (SNGC) unique intervenant en mer pour les affaires maritimes et la police en mer fut créé en 1973 ;
- En Barbade, la Barbados Coast Guard est une composante de la Barbados Defence Force ;
- Au Cap-Vert, la Garde côtière du Cap-Vert est l'une des deux branches des forces armées de ce pays ;
- En Corée du Sud, la Garde côtière de Corée du Sud ;
- En Espagne, le Service maritime de la Garde Civile, dépendant de la gendarmerie espagnole, la Garde Civile ;
- En Grèce, la Garde côtière hellénique ;
- En Inde, la Garde côtière indienne est une force armée indépendante qui veille à la surveillance des côtes et à la recherche en mer ;
- En Indonésie, la surveillance des côtes relève du Badan Keamanan Laut ou Bakamla ("agence de la sécurité maritime"), qui relève du président de la République. Cette agence est également chargée de la surveillance de la zone économique exclusive du plus grand archipel du monde avec plus de 13 000 îles. La Garde maritime et côtière indonésienne, qui dépend du ministère des Transports, a un rôle et une fonction similaire et mène souvent des opérations conjointes.
- En Italie, la Guardia Costiera est une organisation militaire faisant partie du ministère des infrastructures et des transports ;
- Au Japon, la Garde côtière du Japon dépend du ministère japonais du Territoire, des Infrastructures, des Transports et du Tourisme ;
- En Malaisie, le Malaysian Maritime Enforcement Agency (MMEA) est une organisation civile sous la direction du Premier ministre. Son directeur est nommé par le roi et son personnel par la commission de la fonction publique. Elle peut être placée sous le commandement des forces armées en cas de conflit ;
- Au Pakistan, la Garde côtière pakistanaise.
- Aux Pays-Bas, la Garde côtière néerlandaise ;
- Au Portugal, la Autoridade Marítima Nacional (Autorité maritime nationale) - fonction inhérente au chef d'état-major de la Marine - coordonne le système de l'autorité maritime (SAM), qui comprend les divers organismes qui exercent fonctions sectorielles de garde-côtes: la Marine, la Garde nationale républicaine, la Force aérienne, les Services d'Immigration et d'autres ;
- En Russie, les garde-côtes de Russie (Береговая охрана Пограничной службы ФСБ России) sont un corps dépendant du Service fédéral de sécurité de la fédération de Russie, le FSB ;
- À Singapour, la Police Coast Guard (PCG) est une branche du service de police ;
- À Taïwan, les Garde-côtes de la république de Chine ont été formés en 2001 à partir d'unités provenant des forces armées.
- En Tunisie, la Garde nationale maritime est une composante de la Garde nationale tunisienne.
- En Turquie, la Garde côtière turque.